# آق‌سای، استان قزاقستان غربی
آق‌سای (به قزاقی: Ақсай، اقساي) یک منطقهٔ مسکونی در قزاقستان است که در استان قزاقستان غربی واقع شده‌است.

## خصوصیات
آق‌سای ۳۴٬۵۰۷ نفر جمعیت دارد.